# سیمفونی اکس
سیمفونی اکس (انگلیسی: Symphony X) نام یک گروه پراگرسیو متال آمریکایی ز ایالت نیوجرسی است. گروه در ابتدا به وسیله مایکل رومئو گیتاریست فعلی گروه در سال ۱۹۹۴ تأسیس شد. دو آلبوم بال‌های الهی تراژدی و دنباله جدید اسطوره‌سازی توجه بسیاری را به سمت این گروه جلب کرده‌است.

## شرح حال

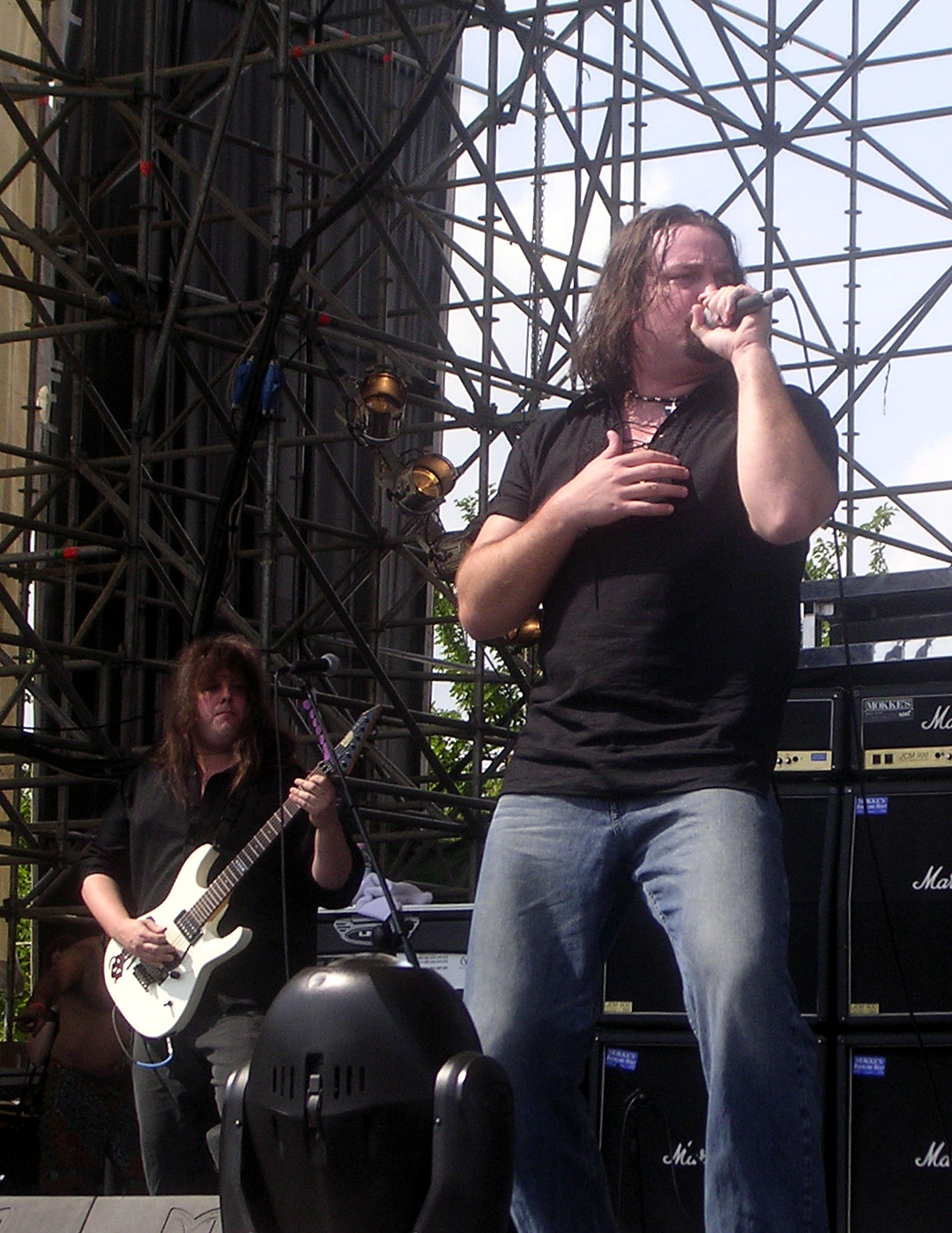
اجرای راسل آلن و مایکل رومئو در بولونیا، ایتالیا ۲۰۰۴

### فصل تیره، سیمفونی ایکس و لعنت بازی (۱۹۹۴-۱۹۹۵)
در ابتدای ۱۹۹۴ مایکل رومئو یک نوار دمو با نام فصل تیره را ضبط کرد که خودش و نوازنده کیبرد مایکل پینلا در آن هنرنمایی می‌کردند. این نوار به ویژه در ژاپن نسبتاً مورد توجه قرار گرفت. او سپس توماس میلر، جیسون رولو و راد تیلور را به ترتیب به عنوان بیسیست، درامر و خواننده برای تکمیل گروه به کار گرفت و اولین آلبوم آنها با نام خود گروه در همان سال ضبط شد. آلبوم دوم گروه لعنت بازی شش ماه پس از آن ضبط شد که البته پس از آن خواننده گروه راد تیلور گروه را ترک کرد و جای خود را به خواننده فعلی گروه راسل آلن داد.

## آلبوم‌های استودیویی
| سال انتشار | نام آلبوم              |
| ---------- | ---------------------- |
| ۱۹۹۴       | سیمفونی ایکس           |
| ۱۹۹۵       | لعنت بازی              |
| ۱۹۹۷       | بال‌های الهی تراژدی     |
| ۱۹۹۸       | شفق در الیمپوس         |
| ۱۹۹۹       | مقدمه‌ای بر هزاره       |
| ۲۰۰۰       | دنباله جدید اسطوره‌سازی |
| ۲۰۰۱       | زنده بر سخره بینهایت   |
| ۲۰۰۲       | ادیسه                  |
| ۲۰۰۷       | بهشت گمشده             |
| ۲۰۱۱       | بت شکن                 |